# 魚寮
魚寮，原寫為魚藔，是臺灣彰化縣大城鄉的一個傳統地域名稱，位於該鄉東北部。相較於今日行政區，其範圍大致為上山村的魚寮溪以北部分。

## 歷史
台灣清治末期至日治初期，魚寮地區為一街庄，稱為「魚藔庄」，隸屬於深耕堡。該庄北與路上厝庄為鄰，東北與中西庄為鄰，東邊南段與火燒厝庄為鄰，南邊東段為頂山腳庄，南邊西段及西邊為大城厝庄，西北邊一小段與外五間藔庄為界。。
1901年（日治明治三十四年）11月，全台廢縣廳改設二十廳，該庄隸屬於彰化廳。1903年（明治三十六年）6月，該庄編入「大城厝區」，隸屬於彰化廳。1909年（明治四十二年）10月，合併二十廳為十二廳，大城厝區改隸屬於臺中廳。1920年（大正九年），廢廳、支廳、區、街庄（舊制）改設州、郡、街庄（新制）、大字，該庄改制並雅化為「魚寮」大字，隸屬於臺中州北斗郡大城庄。
戰後大城庄改制為大城鄉，隸屬於臺中縣，大字亦改制為村。1950年10月，中、彰、投分治，大城鄉改隸屬彰化縣。

## 聚落
本地區發展較早的聚落為魚藔、新建南（外溪），在日治期初期的官方地圖上已有記載。

## 交通
縣道143號（魚寮路）是漢寶至大城的道路，大致以東北—西南走向經過魚寮地區。由該道路向東北可前往中西、二林市區、山寮西部、舊趙甲西部、草湖、漢寶並止於省道台17線路口，向西南可前往大城市區、下山腳並止於下山腳堤防道路路口。
鄉道彰157線是永興至魚寮的道路，其南側端點位於本地區中部偏西南魚寮聚落東北郊的縣道143號路口。由此向北微東南行，出境後可前往路上厝、頂廍子、埤腳、溝子墘並止於鄉道彰121-1線路口。